# 1514
| [ Edytuj tabelę ]                          | |
| Król Polski                                | - 1507 Zygmunt I Stary 1548 |
| Współksiążęta Andory                       | - 1513 Pere de Cardona 1515 - 1513 Katarzyna z Nawarry 1517 - 1484 Jan III 1516 |
| Król Anglii                                | - 1509 Henryk VIII 1547 |
| Król Aragonii i Walencji, hrabia Barcelony | - 1479 Ferdynand Aragoński 1516 |
| Władca Azteków                             | - 1502 Montezuma II 1520 |
| Elektor Brandenburgii                      | - 1499 Joachim I Nestor 1535 |
| Książę Bawarii                             | - 1508 Wilhelm IV 1550 |
| Sułtan Brunei                              | - 1473 Bolkiah 1521 |
| Cesarz Chin                                | - 1505 Zhengde 1521 |
| Król Czech                                 | - 1490 Władysław II Jagiellończyk 1516 |
| Król Danii                                 | - 1513 Chrystian II 1523 |
| Dalajlama                                  | - 1475 Gendun Gjaco 1541 |
| Władca Egiptu                              | - 1501 Kansuh al-Ghauri 1516 |
| Cesarz Etiopii                             | - 1508 Lybne Dyngyl 1540 |
| Król Francji                               | - 1498 Ludwik XII 1515 |
| Szach Iranu                                | - 1501 Isma’il I 1524 |
| Władca Inków                               | - 1493 Huayna Capac 1527 |
| Lord Irlandii                              | - 1509 Henryk VIII Tudor 1542 |
| Cesarz Japonii                             | - 1500 Go-Kashiwabara 1526 |
| Kalif                                      | - 1508 Al-Mutawakkil III 1517 |
| Król Kastylii i Leónu                      | - 1506 Ferdynand Aragoński 1516 |
| Patriarcha Konstantynopola                 | - 1513 Teolept I 1522 |
| Władca Korei                               | - 1506 Chungjong 1544 |
| Wielki książę litewski                     | - 1506 Zygmunt I Stary 1548 |
| Sułtan Maroka                              | - 1505 Muhammad al-Burtukali 1524 |
| Książę Mediolanu                           | - 1512 Maksymilian 1515 |
| Senior Monako                              | - 1505 Lucjan 1523 |
| Wielki książę moskiewski                   | - 1505 Wasyl III 1533 |
| Król Nawarry                               | - 1484 Katarzyna z Nawarry i Jan d’Albret 1516 |
| Król Norwegii                              | - 1513 Chrystian II 1523 |
| Sułtan Omanu                               | - 1500 Muhammad ibn Isma’il 1529 |
| Elektor Palatynatu                         | - 1508 Ludwik V 1544 |
| Papież                                     | - 1513 Leon X 1521 |
| Król Portugalii                            | - 1495 Manuel I 1521 |
| Cesarz Rzymski (niemiecki)                 | - 1493 Maksymilian I Habsburg 1519 |
| Kapitanowie Regenci San Marino             | - 1513 Antonio di Benetto Benedetto di Marino Benettini 1514 - 1514 Antonio di Maurizio Lunardini Francesco Giangi 1514 - 1514 Francesco di Simone Belluzzi Innocenzo di Menetto Bonelli 1515 |
| Elektor Saksonii                           | - 1486 Fryderyk I Mądry 1525 |
| Król Szkocji                               | - 1513 Jakub V 1542 |
| Król Szwecji                               | - 1512 Sten Sture Młodszy Svantesson 1520 |
| Król Tajlandii                             | - 1491 Ramathibodi II 1529 |
| Sułtan Turków                              | - 1512 Selim I Groźny 1520 |
| Doża Wenecji                               | - 1501 Leonardo Loredano 1521 |
| Król Węgier                                | - 1490 Władysław II 1516 |
| Cesarz Wietnamu                            | - 1509 Lê Tương Dực 1516 |
| Wielki mistrz zakonu krzyżackiego          | - 1510 Albrecht Hohenzollern 1525 |

Rok 1514 / MDXIV
stulecia: XV wiek ~
XVI wiek ~
XVII wiek

lata: 1504 «
1509 «
1510 «
1511 «
1512 «
1513 «
1514
» 1515
» 1516
» 1517
» 1518
» 1519
» 1524

## Wydarzenia w Polsce
- początek lutego, w Wilnie zebrał się Sejm Wielkiego Księstwa Litewskiego[1].
- 26 marca-5 kwietnia – w Piotrkowie obradował sejm[2].
- 30 lipca – Wielkie Księstwo Litewskie utraciło Smoleńsk na rzecz Rosji, kapitulacja wojewody smoleńskiego Jurija Sołłohuba przed wojskami moskiewskimi w czasie wojny polsko-moskiewskiej.
- 8 września – w bitwie pod Orszą wojska polsko-litewskie odniosły zwycięstwo nad wojskami państwa moskiewskiego.

## Wydarzenia na świecie
- 19 marca – w procesji w Niedzielę Palmową w Rzymie wziął udział, oprócz innych egzotycznych zwierząt, słoń indyjski-albinos o imieniu Hanno, będący prezentem króla Portugalii Manuela I dla papieża Leona X.
- 28 czerwca – zostało założone Santiago de Cuba.
- 20 lipca - po torturach zabity został György Dózsa, przywódca antyfeudalnego powstania chłopskiego na Węgrzech.
- 23 sierpnia – sułtan Selim I Groźny odniósł zwycięstwo nad szachem Ismailem I w bitwie na równinie Czałdyran (Çaldiran).
- 9 października – Ludwik XII Walezjusz poślubił Marię Tudor.

- Pierwsze powstanie kuruców (uczestników krucjaty antytureckiej) na Węgrzech (powstanie Györgya Dózsy).
- Bitwa pod Temesvárem
- Portugalczycy przypuścili nieudany atak na Marrakesz.

## Urodzili się
- 16 lutego – Jerzy Joachim Retyk, profesor matematyki z Wittenbergi, kartograf, twórca przyrządów nawigacyjnych i innych, lekarz i nauczyciel (zm. 1574)

- 2 kwietnia - Hans Oppersdorff, czeski szlachcic, twórca potęgi rodu Oppersdorffów, od 1574 r. starosta Śląska (zm. 1584)
- 3 maja – Bartłomiej Fernandes od Męczenników, portugalski dominikanin, arcybiskup, błogosławiony katolicki (zm. 1590)
- 31 grudnia – Andreas Vesalius, flamandzki uczony, twórca nowożytnej anatomii (zm. 1564)

- data dzienna nieznana: 
  - Francisco Hernández de Toledo, hiszpański naturalista, lekarz, botanik i ornitolog (zm. 1578)

## Zmarli
- 9 stycznia – Anna Bretońska, córka Franciszka II z dynastii Kapetyngów, ostatnia księżna Bretanii (ur. 1477)
- 7 lutego – Adam z Bochynia, profesor Akademii Krakowskiej, rektor 1510-1511, lekarz, humanista (ur. ?)
- 11 marca – Donato Bramante, architekt i malarz włoski (ur. ok. 1444)
- 20 lipca – György Dózsa, przywódca ludowego powstania kuruców na Węgrzech i w Siedmiogrodzie w 1514 r. (ur. 1470)